# Jan Geysen
Jan Geysen (Antwerpen, 23 januari 1937 – Canada, 13 september 1993) was een Belgische radio- en televisiemaker. Hij was actief bij de Vlaamse Radio- en Televisieomroep (BRT, BRTN, nu VRT).   

## Loopbaan
Jan Geysen startte einde jaren vijftig zijn radioloopbaan tijdens zijn legerdienst waar hij meewerkte aan het radioprogramma Het halfuurtje voor de soldaten. Daarna ging hij aan de slag als radioproducer bij radiozender BRT 1, waar hij samen met een nieuwe lichting radiomakers onconventionele radioprogramma's introduceerde met een bonte mengeling van satire, sketches, liedjes, reportages, hoorspelen en rubriekjes. 
Zijn eerste radioprogramma was "De zesde dag".  Nadien volgde "Toost" dat in 1963 bekroond werd met een radio-oscar. Naderhand volgden de programma's "Aperitief, Trammelant, Dagboek en Mengelwerk. In 1968 kreeg Geysen de Klokke Roelandprijs voor het geheel van zijn radiowerk. De stijl van radiomaken die Geysen hanteerde en de ploeg radiomakers die hij rond zich verenigde werd ook wel "de School van Jan Geysen" genoemd. Hiertoe behoorden onder andere Frans Ieven, Paul Jacobs, Piet Piryns, Jos van Hemelryck, Marc Van Poucke, Jan van Rompaey, Bert Verhoye en Robrecht Willaert.
In 1975 stapte Jan Geysen van radio over naar televisie als productieleider Amusement, Woord en Spel bij de BRT-televisie. In de tweede helft van de jaren 70 en in de jaren tachtig introduceerde hij er spelprogramma's als Hoger, lager, Dubbel Dobbel, Spel Zonder Grenzen, Micro Macro, De IQ-Quiz en Rad van Fortuin. Die wisselde hij af met praat- en muziekprogramma's zoals de Wies Andersen Show, Noord-Zuid, Argus, Met Mike in zee, Oogappel, Oogstappel en satirische programma's zoals TV-Touché.
In 1990 lanceerde Geysen de eerste Vlaamse sitcom F.C. De Kampioenen, die meer dan 21 seizoenen liep, en gold als de succesvolste en langstlopende serie op de Vlaamse televisie. Net zoals op de radio verzamelde Geysen ook op televisie een reeks programmamakers en presentatoren rond zich. Johan Anthierens, Jessie De Caluwé, Guido Depraetere, Michel Follet, Kurt Van Eeghem, Mike Verdrengh en Herman Van Molle waren enkele van de namen die bij Geysen debuteerden en daarna carrière maakten in de Vlaamse televisiewereld.
Het programma De Regenwegen van Brel kreeg in 1981 de Bert Leysenprijs en Musicomocolor van De Nieuwe Snaar werd in 1984 bekroond met de Persprijs en de Bronzen Roos op het internationale televisiefestival Gouden Roos van Montreux. Beide programma's werden onder leiding van Geysen gemaakt.
In 1988 richtte Jan Geysen samen met de Nederlandse televisiepersoonlijkheid Han Peekel het televisieproductiebedrijf Jan & Han Produkties op. In 1989 keerde Geysen terug naar de BRTN als algemeen chef van het departement "Amusement TV". Begin jaren negentig vertrok Jan Geysen op vervroegd pensioen na een conflict met de Raad van Bestuur van de BRTN.

## Kleinkunst
Jan Geysen was een liefhebber, kenner en promotor van kleinkunst in Vlaanderen en Nederland. Hij bood een hele reeks muzikanten en artiesten een podium in zijn radio- en televisieprogramma's waaronder Drs. P, Wim De Craene, Kris De Bruyne, De Nieuwe Snaar, Wim Sonneveld, Urbanus van Anus, Raymond van het Groenewoud, Herman van Veen en Johan Verminnen. In 1985 maakte Geysen samen met Han Peekel de televisiereeks Kwarteeuw kleinkunst met een historiek van het luisterlied in Vlaanderen en Nederland. Als jurylid van het cabaretfestival Cameretten in 1976 pleitte hij er ook voor om op dit festival ook kleinkunst een plaats te geven.

## Persoonlijk leven
Jan Geysen was getrouwd met Hedwige Huygens en vader van vier kinderen waaronder Bettina Geysen, die later eveneens carrière maakte in de Vlaamse televisiewereld. Op 13 september 1993 overleed Jan Geysen op 56-jarige leeftijd onverwachts, als gevolg van een verkeersongeval tijdens een vakantie in British Colombia, Canada.

## Publicaties
- Diverse als medewerker bij Humo, De Standaard en Knack.
- Boeken:
  - De Leeuw in zijn hemd : kabaret, 1964
  - Jazz, muziek van onze tijd, 1965
  - Dagboek : selectie uit 7 maanden radiorebellie, 1971